# Любаїн
Любаін (англ. Lubayn, араб. قرية لبين) — поселення в Сирії, що складає невеличку друзьку общину в нохії Аль-Аріка, яка входить до складу однойменної мінтаки Шахба в південній сирійській мухафазі Ас-Сувейда.